# Villani Frigyes
Báró Villani Frigyes (Bécs, 1882. február 20. – Budapest, 1964. március 12.) hivatásos diplomata.

## Élete
1918-ban a fiumei és magyar-horvát tengerparti királyi kormányzóságnál állt alkalmazásban, mint miniszteri titkár.
Trianon után az osztrák-magyar határmegállapító bizottság tagja, követségi tanácsos, majd fiumei magyar királyi konzul. 1925-1928 között a bukaresti, 1928-1933 között a párizsi, 1934-1941 között a római követség vezetője volt. 1935-1939 között egyben albániai rendkívüli követ és meghatalmazott miniszter. 1941. július 31-én nyugállományba helyezték.

## Elismerései
- 1918-ban II. osztályú Polgári Hadi Érdemkeresztre javasolták[2]
- 1933 Francia Becsületrend